# Мукачевская грекокатолическая епархия

Мукачевская грекокатолическая епархия на территории Украины.

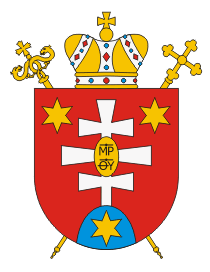
Герб мукачевской епархии

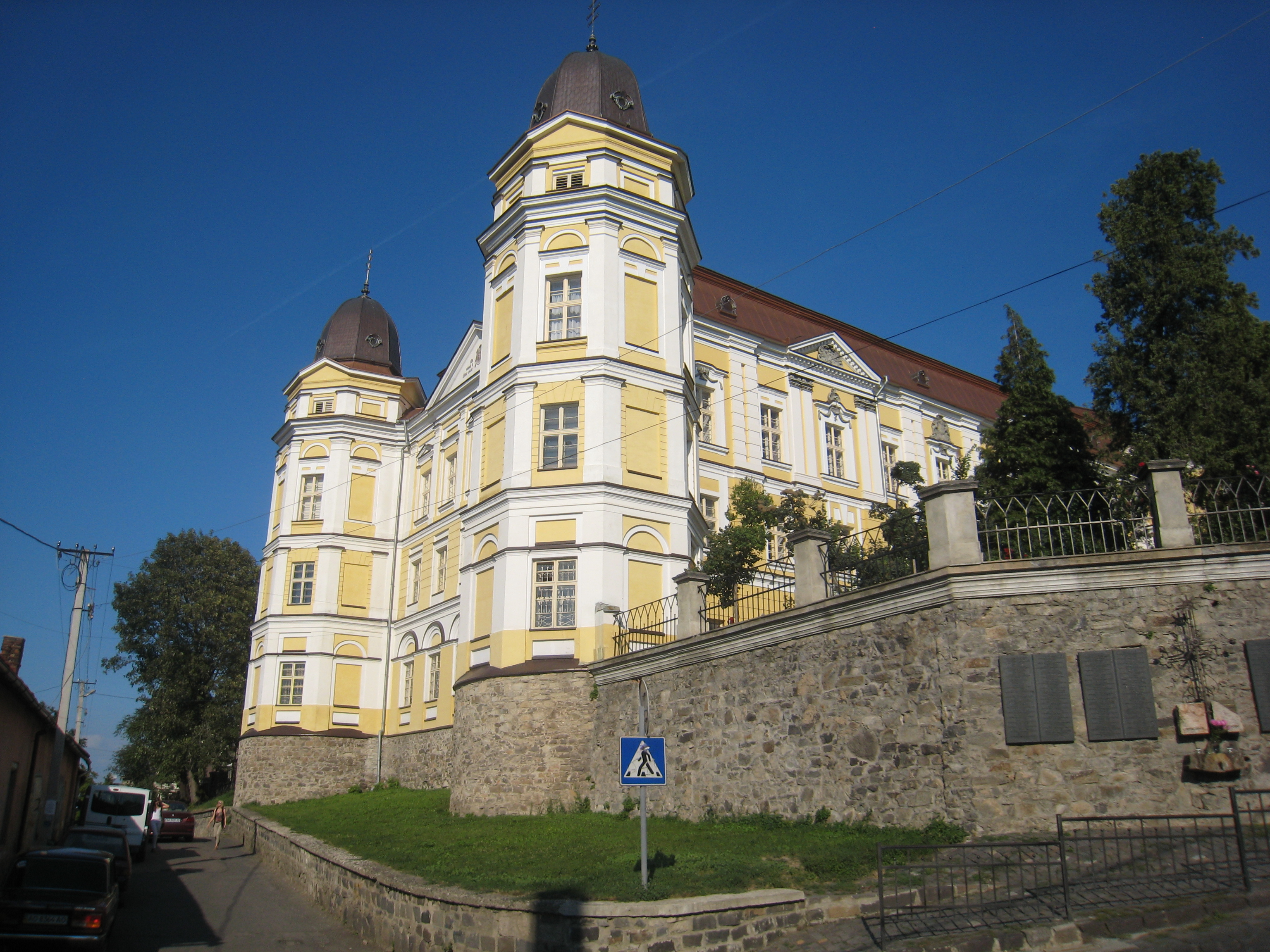
Дом мукачевских епископов в Ужгороде

Мукачевская грекокатолическая епархия (лат. Eparchia Munkacsiensis, русин. Мукачовска ґрекокатолицька єпархія, укр. Мукачівська греко-католицька єпархія) — самоуправляемая (sui iuris) церковь из числа русинских грекокатолических церквей. Образована 19 сентября 1771 года Римским папой Климентом XIV.

## История
Местные жители приняли христианство византийского обряда ещё до разделения церквей в 1054 году. Центром мукачевской православной епархии, которая подчинялась Константинопольскому патриархату, в течение многих веков был Мукачевский монастырь на Чернечей горе, который был основан подольским князем Федором Корятовичем. Сведения о первых епископах, которые проживали в этом монастыре, датируются XV в.
Первым письменным источником, упоминавшим о мукачевской православной епархии, была грамота венгерского короля Матьяша Хуньяди, датируемая 1491 годом.
24 апреля 1646 года в часовне Ужгородского замка 63 священника тайно заключили Ужгородскую унию. В 1663 году были определены условия, на которых Мукачевская епархия была включена в киевскую митрополию. Однако из-за сопротивления Ференца Ракоци II мукачевская епархия стала подчиняться венгерскому эгерскому епископу.
В 1689 году Святой Престол учредил апостольский викариат Мукачева с подчинением эгерскому епископу. В 1690 году Римский папа Александр VIII и австрийский император назначили епископом апостольского викариата Мукачева Иосифа де Камелиса, который распространил унию среди жителей Мукачева.
7 апреля 1707 года Римский папа Климент XI назначил перемышльского епископа Юрия Винницкого апостольским администратором мукачевского викариата. 7 марта 1715 года епархиальный Синод выразил протест против назначения генеральным викарием мукачевской епархии латинского священника и отказался подчиняться эгерскому латинскому епископу.
9 декабря 1716 года Киевский митрополит Лев Кошка рукоположил в епископы Юрия Бизанция, которого Папа Климент XII наименовал «апостольским викарием мукачевской епархии и других полученных Венгрией территориях».
В 1744 году в Мукачеве благодаря стараниям епископа М. Ольшавского открылась богословская школа. Обучение велось на русинском языке. В 1764 году Епархиальный Синод в Мукачеве постановил «раз и навсегда разорвать свою зависимость от эгерского епископа». 19 сентября 1771 года Римский Папа Климент XIV буллой «Eximie Regalium Principium» образовал мукачевскую епархию и вывел её из подчинения латинскому епископа в Эгере. Позднее львовский епископ Лев Шептицкий предложил объединить все русинские грекокатолические епархии Габсбургской империи. Кандидатом на сан митрополита стал епископ мукачевской епархии Андрей Бачинский. Однако венгерские церковные и государственные круги не допустили создания единой русинской митрополии. Мукачевская епархия была подчинена римско-католическому архиепископу и митрополиту Эстергома, примасу Венгрии. 
В 1780 году епископ Андрей Бачинский перенёс свою резиденцию из Мукачева в Ужгород. Туда же переместилась богословская школа, реорганизованная в духовную семинарию.
На протяжении XVII—XVIII веков мукачевская епархия боролась за независимость от венгерского латинского епископата. Эта борьба завершилась в 1771 году, когда Римский Папа Климент XIV окончательно провозгласил независимость мукачевской епархии от латинского эгерского епископа. В епархию вошло 711 приходов и 560 тысяч верующих, проживавших на территории сегодняшнего Закарпатья, Пряшевщины, Мармароша и Венгрии.
От Мукачевской епархии были выделены новые грекокатолические епархии:
- Прешовская епархия (1818), которая стала основой для создания Словацкой греко-католической церкви. 22 сентября 1818 была выделена прешовская епархия в составе 194 приходов с около 150 000 верующих, которые от 1787 образовывали так называемый Кошицкий Римско-Католический Викариат (с центром в Кошице, с 1792 — в Прешеве). Официально епархия была провозглашена только в 1818 году, когда 22 сентября опубликованы решения Римского престола. Прешовская епархия подчинялась латинскому митрополиту Эстергома. В 1937 года папа Пий XI своей буллой «Ad ecclesiastici» подчинил прешовский престол непосредственно Апостольской Столице.
- Хайдудорогская епархия (1912), которая, в свою очередь, стала основой для создания Венгерской грекокатолической церкви. 8 июня 1912 года Римский Папа Пий X основал хайдудорогскую епархию, в состав которой включены были 68 приходов мукачевской и восемь приходов прешовской епархий. Сегодня в состав хайдудорогской епархии входят преимущественно приходы, входивших когда-то в состав мукачевской епархии.
- В конце XIX века русины, эмигрировавшие в Пенсильванию (США), основывали там грекокатолические приходы. В 1913 на основе этих приходов был образован отдельный русинский экзархат, позднее преобразованный в Питтсбургскую архиепархию.

В 1888 году Римский Папа Лев XIII обнародовал план объединения мукачевской и прешовской епархий с Галицкой митрополией. Венгерский примас кардинал Янош Шимор объявил, что реализация такого плана была бы большим оскорблением национальных чувств венгров. В 1898 году в Будапеште основан «Краевой комитет греко-католиков-мадьяр», который поставил задачу перевести богослужения на венгерский язык, вычеркнуть из церковного календаря имена св. Параскевы, св. Бориса, св. Глеба, св. Владимира, св. Феодосия и Антония Печерских. 2 сентября 1937 года Ватикан окончательно освободил прешовскую и мукачевскую епархии от подчинения венгерскому эстергомскому архиепископу, предоставив им статус sui iuris. 15 ноября 1938 года Ватикан назначил крижевецкого епископа (Югославия) Дионисия Няради Апостольским визитатором Карпатской Украины.
После оккупации Карпатской Украины войсками хортистской Венгрии епархия потеряла статус «sui juris» и она была возвращена под контроль эстергомского архиепископа.
Приход советской власти на Закарпатье осенью 1944 года совпал с назначением нового епископа Теодора Ромжи. Основной «сценой» для драмы местной греко-католической церкви стал монастырь святого Николая, расположенный на Чернечей горе вблизи Мукачева. Весной 1947 года советские власти захватили монастырь святого Николая. Именно здесь планировалось провозгласить акт присоединения к Русской православной церкви. С этой целью пригласили православных епископов и бывших грекокатолических священников из Галичины.
27 октября 1947 года агентами советских спецслужб было совершено покушение на епископа Теодора Ромжу. Смерть епископа не заставила грекокатолических священнослужителей перейти в православие. Двух наиболее активных священников Александра Хиру и Николая Муранию осудили на 25-летние сроки, а 93 священника края погибли в тюрьмах и концлагерях.
Уния была ликвидирована путём подписания акта о переходе грекокатоликов в православие. Этот процесс возглавил отец Кондратович, который был членом Коммунистической партии Венгрии. Формально акт зачитали на Успение Богородицы 28 августа 1949 года в монастыре святого Николая. Под актом подписались менее половины закарпатского духовенства. Большинство из них впоследствии раскаялись и вернулись к подпольной грекокатолической церкви.
С 1987 года началось движение за восстановление грекокатолической церкви. 30 ноября 1988 года Совет по делам религий при Совете Министров СССР сделал заявление о регистрации религиозных общин грекокатоликов.

## Ординарии епархии
- епископ Иоанн Брадач (23.09.1771 — 4.07.1772);
- епископ Андрей Бачинский (8.03.1773 — 19.11.1809);
- епископ Алексей Повчий (28.07.1817 — 11.07.1831);
- епископ Василий Попович (2.10.1837 — 19.10.1864);
- епископ Стефан Панкович (22.02.1867 — 29.08.1874);
- епископ Иоанн Пастелий (15.03.1875 — 24.03.1891);
- епископ Юлий Фирцак (17.12.1891 — 1.06.1912);
- епископ Антал Папп (1.06.1912 — 14.07.1924);
- епископ Пётр Гебей (16.07.1924 — 26.04.1931);
- епископ Александр Стойка (3.05.1932 — 31.05.1943);
  - Sede Vacante (1947—1983);
    - Николай Мурани (1947—1977) — генеральный викарий;
    - Константин Сабо (16.07.1977 — 18.11.1982) — генеральный администратор;
- епископ Иоанн Семедий (16.01.1991 — 12.11.2002);
- епископ Милан Шашик C.M. (17.03.2010 — 14.07.2020).
  - епископ Нил Лущак — вспомогательный епископ с 19 ноября 2012 года

## Структура
- Ужгородский архидиаконат, в который входят Ужгород-город, Ужгород-район, Береговский, деканат Берегово-район, Великоберезнянский, Перечинский и Середнянский деканаты;
- Мукачевский архидиаконат, в который входят Мукачево-город, Мукачево-район, Иршавский, Белецкий, Виноградовский, Воловецкий, Свалявский и Чинадиевский деканаты;
- Хустский епископский викариат, в который входят Хустский, Великобычковский, Межгорский, Раховский, Солотвинский и Тячевский деканаты.

## СМИ епархии
- Журнал «Благовестник».

## Учебные заведения
- Ужгородская академия им. Теодора Ромжи;
- Духовный коллегиум Святых Кирилла и Мефодия, г. Хуст;
- Епархиальный лицей имени Александра Стойки, с. Карачин, Виноградовский район;
- Епархиальный духовный центр имени Иоанна Павла II, с. Анталовцы, Ужгородский район.